# Селивьорстово (Тверська область)
Селивьорстово (рос. Селиверстово) — присілок в Конаковському районі Тверської області Російської Федерації.
Населення становить 88 осіб. Входить до складу муніципального утворення селище Новозавидовский.

## Історія
Від 2005 року входить до складу муніципального утворення селище Новозавидовский.

## Населення
| 2010 |
| ---- |
| 25   |